# Česvinica
Česvinica är en kulle i Kroatien.   Den ligger i länet Dubrovnik-Neretvas län, i den sydöstra delen av landet, 400 km söder om huvudstaden Zagreb. Toppen på Česvinica är 364 meter över havet.
Terrängen runt Česvinica är lite kuperad.  Närmaste större samhälle är Ston, 3,8 km väster om Česvinica. 